# Wallfahrtskirche Hl. Mutter Anna (Annabrunn bei Schwindegg)

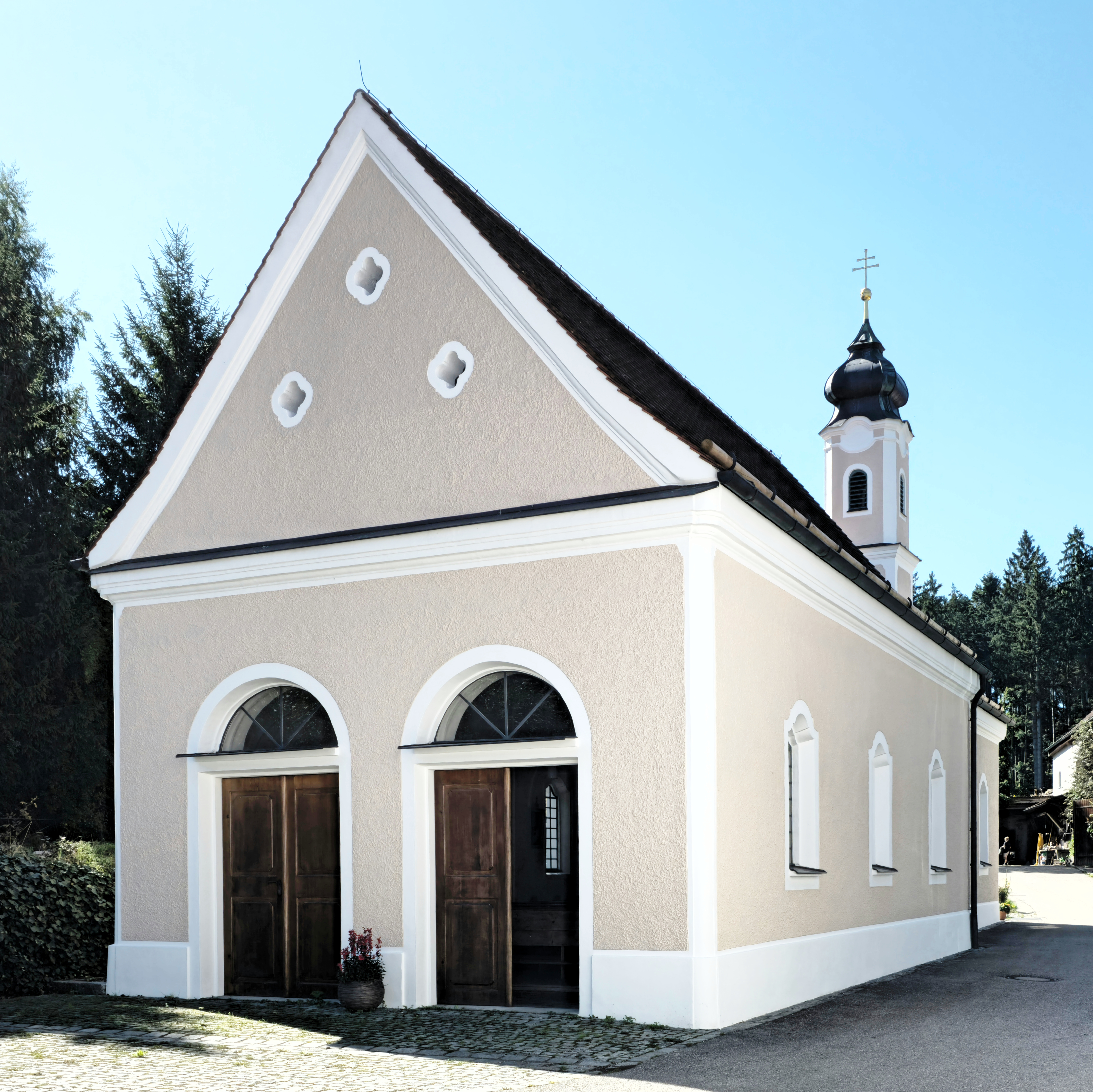
Die Wallfahrtskirche Hl. Mutter Anna in Annabrunn von der Gaststätte aus gesehen

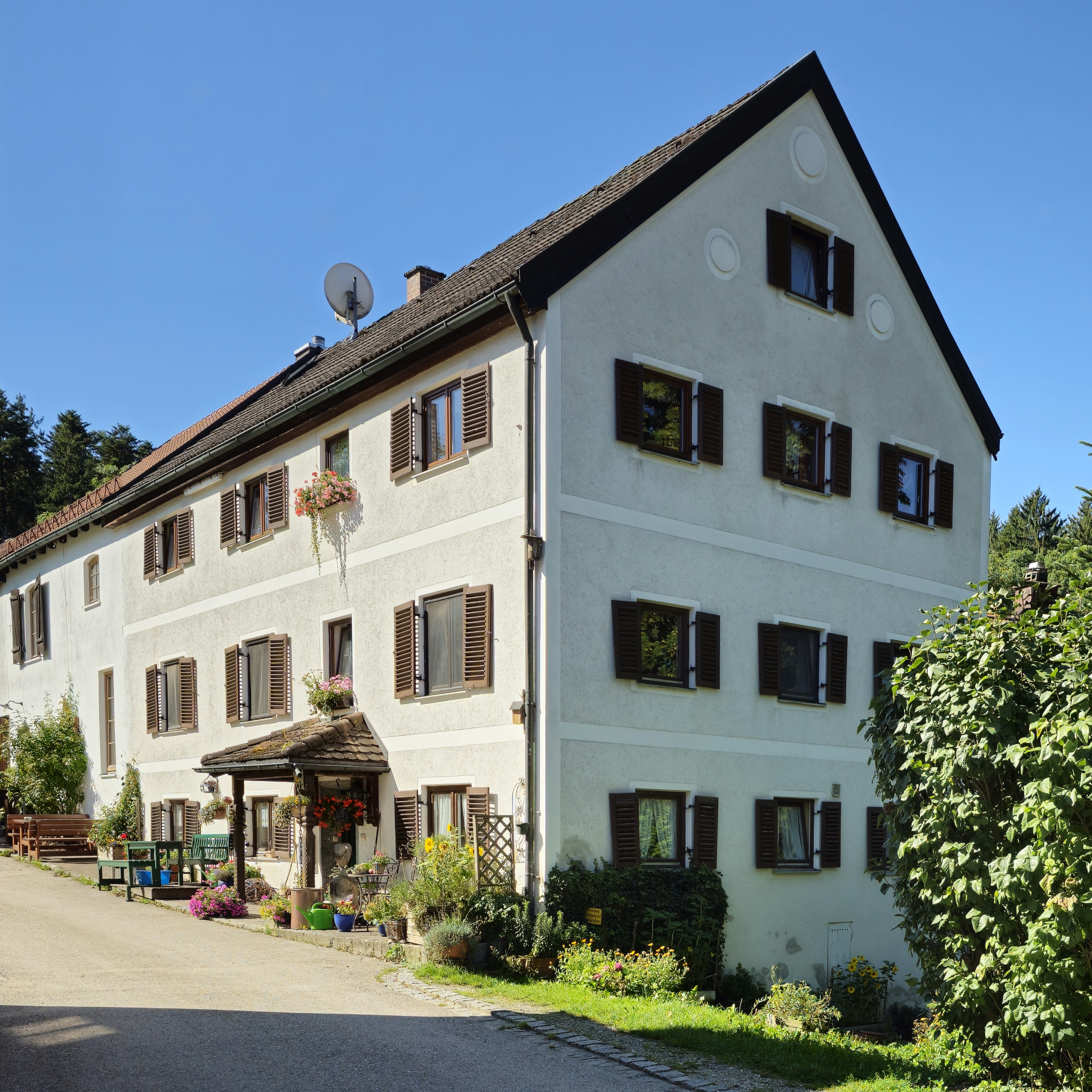
Das in folge der Wallfahrten entstandene Gebäude Annabrunn 8

Die Wallfahrtskirche Hl. Mutter Anna ist die nach der Heiligen Anna, der Mutter Mariens, benannte römisch-katholische Dorfkirche von Annabrunn, einem Ortsteil der Gemeinde Obertaufkirchen in Oberbayern. Die Kirche steht als Baudenkmal in der Gemeinde Obertaufkirchen mit der Aktennummer D-1-83-135-4 unter Denkmalschutz.

## Legende
Die Legende vom Ursprung der Quelle und der Kapelle wurde im frühen 19. Jahrhundert wie folgt erzählt:

„Ursprung des Mineralbades Anna-Brunn.
Mitgetheilt von B. Zöpf (nach einem M.S. des Patrimonialgerichtshalters Bruner von Schwindegg v. J. 1824.)
Unfern des Isenthales nächst dem Schlosse Schwindegg in Mitte eines Tannen- und Fichtengehölzes – dem sogenannten »Aignerholze« – liegt das Mineralbad Annabrunn, von welchem die Tradition sagt: »daß das Wasser wunderbarlich gegraben, und auf der Tanne eine schneeweiße Taube so lange gesehen wurde, bis der Fluß ordentlich im Gange war.« Die Volkssage erzählet aber von der Entdeckung des Annabrunnenbades noch Weiteres: »In hiesiger Gegend hatte eine Bäurin ein mit einem unheilbaren Aussatze (der damals in Deutschland unter der Benennung Lepora herrschte) behaftetes Kind. Die besorgte Mutter suchte aller Orten Hilfe, aber vergebens, denn das Kind wurde vom Aussatze nicht gereinigt. Eines Tages ging die Mutter mit dem kranken Kinde nach gesuchter und nicht gefundener Hilfe abermals trostlos nach Hause. Unterwegs begegnete ihr eine alte, wohlgekleidete, unbekannte Frau. Dieselbe erkundigte sich nach der Ursache der Trauer der Bäuerin. Als sie diese vernommen hatte, sagte sie: ›Geh hin in das Aignerholz, dort wirst du eine große Tanne finden, auf deren Gipfel eine weiße Taube sitzt. Am Fuße dieser Tanne wird sich dir beim Nachgraben eine Quelle öffnen. Bade dein Kind einigemal darin, und es wird gesund werden!‹ Die erfreute Mutter, – welche in der alten fremden Frau Niemand anderen, als die heilige Mutter Anna vermuthen konnte, – folgte schnell dem gegebenen Rath und das Kind wurde wirklich gesund.« Der Ort des Heilbrunnens hieß nun ursprünglich »Tannen-Bründl,« und weil nachher (um das Jahr 1686) daselbst eine Kapelle zu Ehren der heiligen Mutter Anna erbaut wurde; so ist die Benennung: »Anna-Brunn« vorgezogen und bisher auch beibehalten worden.“

Innenansicht der Annenkirche

Damit steht Annabrunn in einer Reihe mit anderen Orten, an denen die Heilige Anna bei Anna-Brünnlein oder -Quellen als Helferin gegen verschiedenerlei leibliche Gebrechen angerufen und verehrt wurde. Im Landkreis Mühldorf am Inn ist in diesem Zusammenhang die Wallfahrtskirche Hl. Mutter Anna (Annabrunn bei Flossing) (Gemeinde Polling, südlich von Mühldorf) zu nennen.

## Geschichte
Die Kirche wurde ursprünglich 1686 als Kapelle gebaut und in den Jahren 1687 sowie 1693 vergrößert. Zwischen 1782 und 1784 ließ Gräfin Adelheid von Fugger sie in eine kleine Kirche umbauen.

## Beschreibung
Der schlichte Bau besteht aus dem in drei Joche gegliederten Langhaus, das durch einfache Pfeiler mit runden Schildbögen gegliedert wird. Vorne ein eingezogener Chor mit drei Jochen. Dessen Pfeilern sind ionische Pilaster vorgelagert, deren Kämpfer Engelsfiguren und Vasen schmücken.